# Winsor McCay
Zenas Winsor McCay, conocido como Winsor McCay (Spring Lake, Míchigan, Estados Unidos, 26 de septiembre de 1867 - Nueva York, 26 de julio de 1934) fue un historietista estadounidense, uno de los más importantes de la historia del cómic, autor del clásico Little Nemo in Slumberland. Fue también un destacado pionero del cine de animación, muy influyente en autores como Walt Disney u Osamu Tezuka, con películas como la innovadora Gertie the Dinosaur.

## Biografía
Su lugar de nacimiento no ha sido determinado con precisión pudo nacer en Woodstock Canadá, que era la ciudad natal de sus padres, Robert y Jeanette McKay Canemaker, y "Chronology", basándose en los censos oficiales de Míchigan de 1870 y 1880, en los que se le da como nacido en Ontario dato que debe tomarse por cierto Tras un nuevo estudio de los censos,  realizado por el periodista Steve Holland en 2009 según la declaración de sus padres en los censos de 1870, «Zenas nació en Canadá y los otros dos en Michigan» mientras que otros siguen opinando que su nacimiento tuvo lugar en Spring Lake, Míchigan, Estados Unidos, ciudad en la que realmente pasó su infancia y primera juventud y en la que se le tiene como propio.
Sobre su fecha de nacimiento también ha habido siempre opiniones dispares, barajándose las fechas de 1867, 1869 y 1871, siendo la primera la cierta. En 1885 la familia, compuesta por padres y tres hermanos (Zenas, Arthur y Mary), se trasladó a Stanton, Míchigan, donde el padre, Robert, solicitó el cambio del apellido original, McKay, a McCay. Por la misma época Winsor dejó de utilizar su primer nombre de pila, Zenas, que se le había dado por el empresario estadounidense Zenas G. Winsor, jefe del padre por la fecha de su nacimiento.
Mostró interés por el dibujo desde una edad muy temprana. Aunque su padre intentó dirigirle hacia los negocios, el joven Winsor no mostró ningún interés por ellos y empezó a trabajar haciendo caricaturas en un dime museum (mezcla de circo, feria y parque de atracciones) de Detroit.
En 1889 se trasladó a Chicago, donde entró como aprendiz en la National Printing and Engraving Company, para la que realizó carteles y programas utilizando las nuevas técnicas litográficas. Volvió a mudarse en 1891, esta vez a Cincinnati, donde trabajó también para el dime museum local. Desde 1897 encontró un trabajo suplementario realizando ilustraciones para periódicos como Cincinnati Commercial Tribune, Cincinnati Time Star, Commercial Gazette y Cincinnati Enquirer, del que formó plantilla como reportero y dibujante. Entre 1899 y 1903 dibujó también para el semanario humorístico Life.

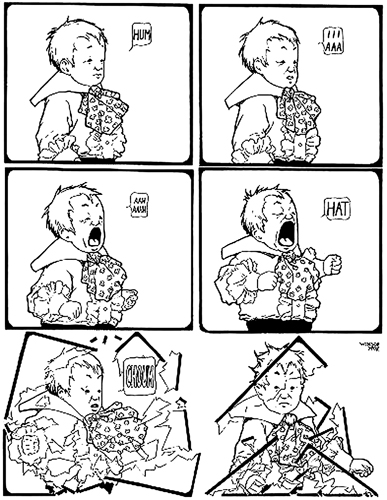
Página de Little Sammy Sneeze

Su primera tira de prensa, A Tale of the Jungle Imps, by Felix Fiddle (que puede traducirse por Cuento de los diablillos de la jungla, por Félix Violín), apareció como una serie de 43 episodios, entre el 9 de enero y el 11 de noviembre de 1903, en el Cincinnati Enquirer, con la peculiaridad de ser a toda página y en color. Las viñetas iban firmadas al pie como "Winsor Mc", e ilustraban poemas de aventuras de George Randolph Chester. Varios originales de estas historietas aparecieron casualmente en 2006 en un desván, siendo cinco de ellas adquiridas por la Ohio State University Cartoon Research Library. La calidad de su trabajo llamó la atención de James Gordon Bennett, Jr., de la New York Herald Co., a instancias del cual McCay se trasladó a Nueva York y comenzó a colaborar en las publicaciones de Bennett, el New York Herald y el Evening Telegram. Para estas cabeceras realizó una gran cantidad de cómics, entre los que pueden citarse Dull Care, Poor Jake, The Man From Montclair, The Faithful Employee, Mr. Bosch, A Pilgrim's Progress, Midsummer Day Dreams, It's Nice to be Married y Sister's Little Sister's Beau, entre otros. Para sus cómics del Evening Telegram utilizaba el seudónimo Silas.
Una de sus más exitosas tiras cómicas fue Little Sammy Sneeze (1904 - 1906), historia en la que los estornudos del pequeño Sammy producen inimaginables catástrofes. La temática onírica aparece, al año siguiente, en uno de sus trabajos más recordados, Dreams of a Rarebit Fiend (1904 - 1911), tira que narra las desmadradas pesadillas de un impenitente aficionado a las fondues de queso.

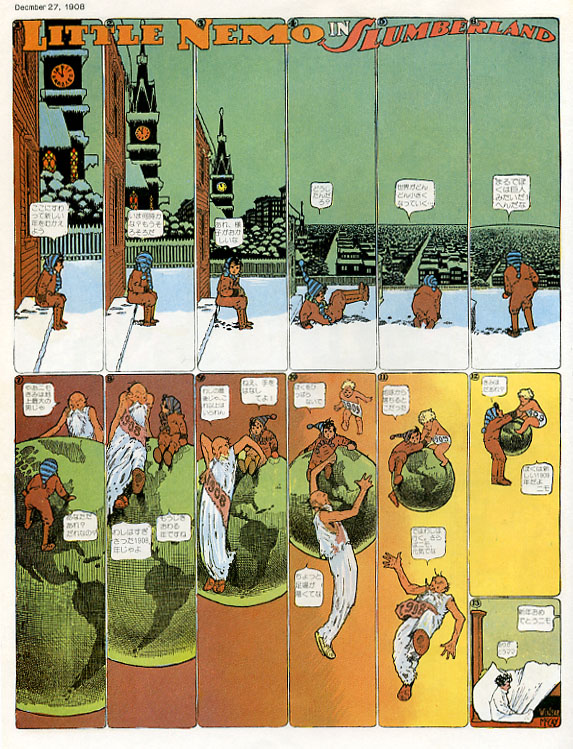
Página de Little Nemo In Slumberland

La obra maestra de McCay, Little Nemo in Slumberland, inició su publicación en la edición dominical del New York Herald el 15 de octubre de 1905, y continuó apareciendo semanalmente en el mismo periódico hasta el 23 de abril de 1911. El 30 de abril de 1911, Little Nemo pasó a publicarse en el New York American y otros periódicos propiedad de William Randolph Hearst, con el nuevo título de In the Land of Wonderful Dreams. Esta nueva etapa de la serie se prolongó hasta el 26 de julio de 1914. Años después, McCay haría reaparecer a Little Nemo en las páginas del New York Herald entre 1924 y 1926, sin alcanzar el éxito de la primera época del personaje.
Little Nemo in Slumberland está considerada una de las obras clásicas del cómic de todos los tiempos. Cada página de la serie corresponde a un sueño del niño Nemo –"nadie", en latín–, y tiene una estructura recurrente: en todas las páginas, en una pequeña viñeta del ángulo inferior derecho, Nemo despierta; la página siguiente, sin embargo, retoma el sueño donde había quedado la noche anterior, lo que confiere a la serie una estructura folletinesca que permite introducir numerosos personajes secundarios y mostrar un mundo de los sueños (Slumberland) de una gran riqueza narrativa. Por la importancia que concede a lo onírico, se ha relacionado la obra de McCay con movimientos culturales posteriores, como el surrealismo o la literatura del absurdo.
En Little Nemo McCay continuó con la experimentación pionera del enorme potencial del color en las viñetas, tras su propia primera experiencia en el Cincinnati Enquirer, dos años atrás. McCay realiza una exploración exhaustiva de las posibilidades del medio, empleando multiplicidad de encuadres, y jugando con el formato de la página de forma espectacular y sorprendente. Su obra pone en escena arquitecturas fantásticas, elementos decorativos inspirados en el art nouveau, así como faunas y floras imaginarias, en un inacabable derroche de imaginación.
El éxito de la tira hizo que se realizasen adaptaciones teatrales en Broadway, y un cortometraje de animación, titulado simplemente Little Nemo (1909). Debe tenerse en cuenta que, a diferencia de otros clásicos del cómic, Little Nemo no era distribuida por syndicates a otras publicaciones, por lo cual su popularidad se debió a su difusión en un solo periódico, centrado en el área de Nueva York.
En los periódicos de Hearst, McCay realizó también viñetas políticas y grandes ilustraciones para los editoriales conservadores de Arthur Brisbane, mano derecha del magnate de la prensa.
Además de la adaptación cinematográfica de Little Nemo, McCay desarrolló, a partir de la segunda década del siglo, una importante carrera como animador, en la que destacan cortometrajes como How a Mosquito Operates (1912), Gertie the Dinosaur (1914), El naufragio del Lusitania (1918) y la inconclusa The Flying House (1921). Su importancia en la historia del cine de animación es comparable a la de Walt Disney, según opiniones tan autorizadas como la de Chuck Jones.
Casado en 1891, en su etapa de Cincinnati, con Maude Lenore Dufour McCay (fallecida en 1949), tuvo dos hijos, Robert Winsor McCay (1896-1962), también célebre historietista conocido como Bob McCay (que fue su modelo para la figura del "Little Nemo"), y Marion (1897-?), y tres nietos.
El 26 de julio de 1934 Winsor McCay falleció en su casa de un repentino colapso cerebral, y reposa en el Evergreens Cemetery de Brooklyn (Nueva York).

## Valoración de su obra
Como uno de los importantes historietistas de la historia, Winsor McCay estableció, anticipándose al cine, el moderno lenguaje visual de planos y raccords, además de destacar como notable pionero de los dibujos animados. Tan solo cinco años después de La interpretación de los sueños de Freud, su emblemática serie Little Nemo relata el mundo onírico de un niño e incorpora al cómic la estética modernista del art déco. Little Nemo llevó la imaginación gráfica y narrativa de McCay al límite, con metamorfosis, cambios de tamaño y estado del personaje que, en cierto modo, prefigurarían el surrealismo.

### Cómic

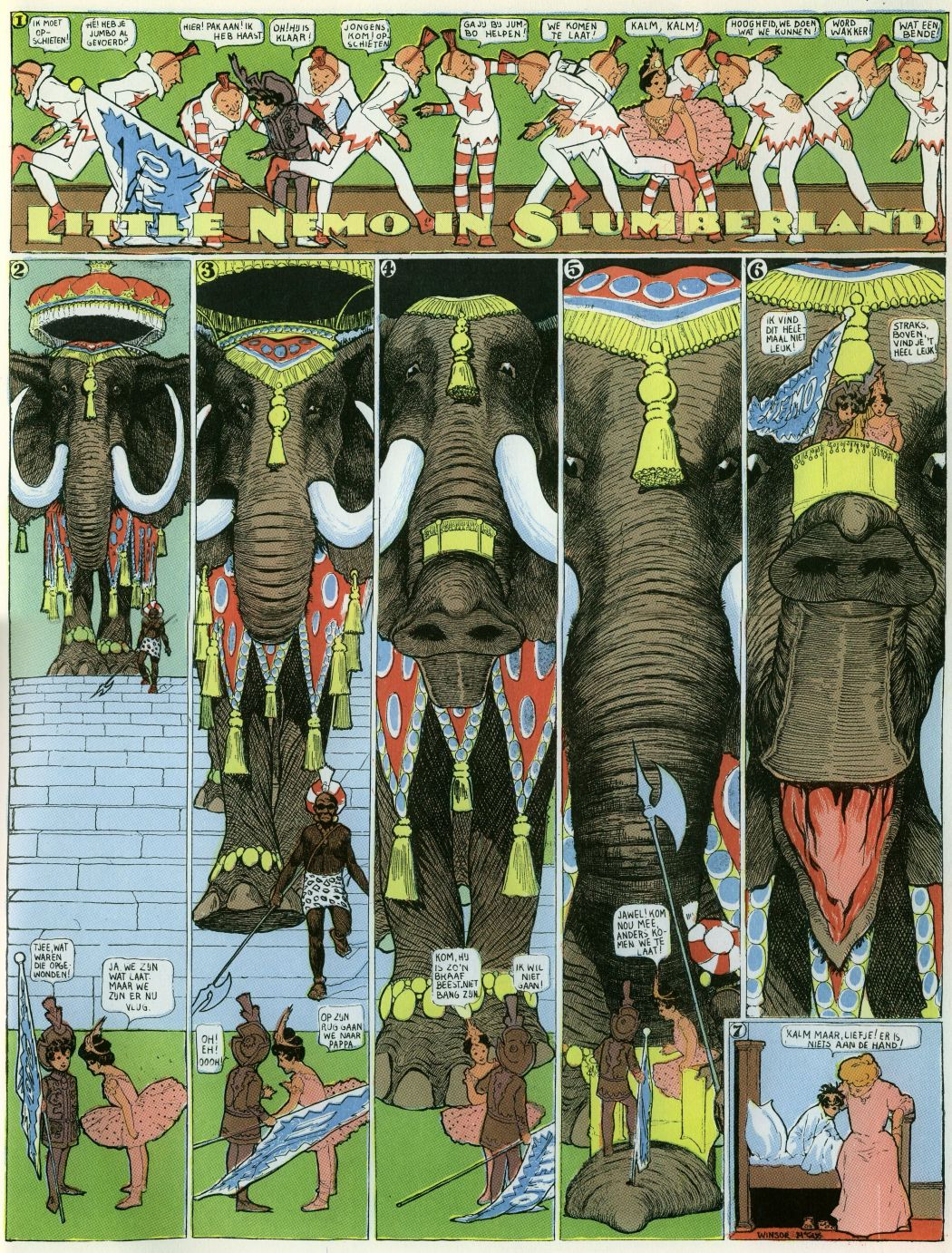
página de Little Nemo in Slumberland.

- The Bicycle Fiend and his Logical Finish
- A Tale of the Jungle Imps, by Felix Fiddle (Cincinnati Enquirer, 1903)
- Mr. Goodenough (New York Herald, 1904)
- Sister's Little Sister's Beau (New York Herald, 1904)
- Phurious Phinish of Phoolish Philipe's Phunny Phrolics (New York Herald, 1904)
- Little Sammy Sneeze (New York Herald, 26 de julio de 1904 – 9 de diciembre de 1906)
- Dreams of a Rarebit Fiend (Evening Telegram, 10 de septiembre de 1904 – 25 de junio de 1911). Firmado con el seudónimo Silas.
- The Story of Hungry Henrietta (New York Herald, 8 de enero de 1905 – 16 de julio de 1905)
- A Pilgrim's Progress (26 de junio de 1905 – 18 de diciembre de 1910)
- Little Nemo in Slumberland (New York Herald, 15 de octubre de 1905 – 23 de abril de 1911). Como In the Land of the Wonderful Dreams desde 30 de abril de 1911 hasta 26 de julio de 1914.
- Poor Jake (Evening Telegram, 1909 –). Firmado con el seudónimo Silas.
- Midsummer Day Dreams (New York Evening Journal)
- It's Nice to be Married
- Dull Care (Evening Telegram). Firmado con el seudónimo Silas.
- The Man From Montclair
- The Faithful Employee
- Mr. Bosch

### Cine de animación
- 1911 - Little Nemo (cortometraje de 3 minutos)
- 1912 - How a Mosquito Operates (cortometraje de 6 minutos)
- 1914 - Gertie the Dinosaur (cortometraje de 18 minutos)
- 1918 - El hundimiento del Lusitania (The sinking of Lusitania, cortometraje de 12 minutos)
- 1921 - Gertie On Tour
- 1921 - Flip's Circus
- 1921 - The Centaurs
- 1921 - Dreams of the Rarebit Fiend: The Pet (cortometraje de 11 minutos)
- 1921 - Dreams of the Rarebit Fiend: The Flying House (cortometraje de 11 minutos)
- 1921 - Dreams of the Rarebit Fiend: Bug Vaudeville (cortometraje de 12 minutos)
- 1922 - The Midsummer's Nightmare

## Ediciones de los cómics
- Winsor McCay: Early Works, Vol. 1 - 6 (Checker Book Publishing Group, 2004 - 2005). Incluye varias de sus series: Little Sammy Sneeze, Hungry Henrietta, Dreams of a Rarebit Fiend, etc.

- The Complete Little Nemo in Slumberland, Vol. 1 - 6 (Fantagraphics Books, 1989 - 1993): recopilación de la serie Little Nemo In Slumberland (1905-1911) y su segunda etapa In the Land of the Wonderful Dreams (1911-1914).

- Little Nemo, Evergreen/Taschen, 2000. Igual que la anterior edición, recopila todo el material de Little Nemo desde 1905 hasta 1914, en un solo volumen.

- Dreams of a Rarebit Fiend, Dover Publications, 1973.

### En español
En España, Norma Editorial inició en 1993 la publicación de Little Nemo en El País de los Sueños, basándose en la edición en seis volúmenes de Fantagraphics, pero solo editó los primeros dos volúmenes, dejando la obra inconclusa. También existe una edición de Dreams of a Rarebit Fiend, traducida como Pesadillas de cenas indigestas (Barcelona, Laertes, 1984).
En 2014 Kraken Ediciones sacó a la venta una edición de tapa dura (cartoné) que recopila las aventuras del personaje de 1905 a 1914, en la actualidad se encuentra descatalogado
En la Argentina, durante los años 70 del siglo XX, la revista El Expreso Imaginario publicó algunos capítulos de  Little Nemo in Slumberland.